# アーリー・ソウル・フラワー・シングルズ
『アーリー・ソウル・フラワー・シングルズ』（Early Soul Flower Singles）は、2009年3月25日に発売された、ソウル・フラワー・ユニオンの前身、ニューエスト・モデルとメスカリン・ドライヴのキング・レコード時代のシングル集。

## 解説
ソウル・フラワー・ユニオンの前身、ニューエスト・モデルとメスカリン・ドライヴがキング・レコード在籍時（1989〜1993）に発表した全シングル、マキシ・シングル、ミニ・アルバムを時系列に収録した、CD2枚組のシングルズ・コレクションである。オリジナル・アルバムに未収録であったシングル・カップリング曲はもとより、未発表曲「英雄と凱旋」や既発曲のレア・ヴァージョンなども収録している。
なお、本作は初回限定で紙ジャケット仕様になっており、前年に発表された、ソウル・フラワー・ユニオンのキューンレコード時代のシングル集『満月の夕〜90's シングルズ』と同じ装丁、デザインで作られている。

## 収録曲

### DISC1
1. ソウル・サバイバーの逆襲 ＜Single Mix＞
2. ニュー人生ゲーム
3. 団結は力なり (Instrumental) ＜Single Mix＞
4. 笑いっぱなしの島 ＜Single Mix＞
5. イン・ザ・ミッドナイト・アワー
6. エンプティ・ノーション ＜Single Mix＞
7. こたつ内紛争 ＜Single Mix＞
8. 雑種天国 ＜Single Mix＞
9. 秋の夜長 ＜Single Mix＞
10. 乳母車と棺桶
11. 雲の下 ＜Single Version＞
12. おはなみ列車
13. リヴァー・ディープ・マウンテン・ハイ
14. 杓子定木 ＜Single Mix＞
15. 外交不能症
16. 迷宮新喜劇
17. ビッグ・バード
18. もっともそうな2人の沸点 ＜Single Mix＞
19. 報道機関が優しく君を包む（Part.1）
20. 地平線騒ぎ ＜Asyl Mix＞

### DISC2
1. ノスタルジア・シンドローム ＜Single Mix＞
2. 我が道を行く＜Live＞
3. 火の車＜Live＞
4. アイ・ドント・ライク ＜Single Version＞
5. 知識を得て、心を開き、自転車に乗れ!（Part.1）＜Single Mix＞
6. 知識を得て、心を開き、自転車に乗れ!（Part.2）
7. 報道機関が優しく君を包む（Part.2）＜Rough Mix＞
8. ソウル・フラワー・クリーク ＜Alternate Mix＞
9. 十年選手の頂上作戦 ＜Alternate Mix＞
10. もぐらと祭り ＜Alternate Mix＞
11. 英雄と凱旋 ＜Demo Version＞
12. シスター・セイ・ノー
13. ムーヴ・オン・ファースト
14. おもろのきわみ（リアル・グッド・タイム・トゥゲザー)
15. 嵐からの隠れ家
16. 杉の木の宇宙
17. ひかりの怪物 ＜Live＞
18. 龍宮へようこそ ＜Live＞
19. メルシー・ベン (Instrumental)